# Berliner Kabarett Klimperkasten
Das Berliner Kabarett „Klimperkasten“ ist ein seit 1971 existierendes Kabarettensemble.

## Gründung
Es wurde im September 1971 im Theatersaal des DGB-Hauses am Wittenbergplatz von Jerry Roschak, der dort  monatlich eine Bühnenshow für den Club der Älteren gestaltete und dazu Künstler der verschiedenen Sparten einlud, mit einigen Kollegen gegründet. Sein Vorschlag, die Veranstaltungen öffentlich zu machen und dazu ein ständiges Team selbständig tätiger Schauspieler und Sänger zur Gestaltung eines literarisch-musikalischen Kabarettprogramms zu schaffen, fand großen Anklang und wurde alsbald realisiert.

## Entwicklung
Ende 1971 wurde das „Domizil am Lützowplatz“, wo bis dahin Wolfgang Neuss auftrat, neue Spielstätte, und nach einem Abstecher in die Hochschulbrauerei zog der Klimperkasten in das Rathaus Charlottenburg, wo er nach einigen Jahren „Bürgersaal“ bis Ende 2018 wieder im Ratskeller zu sehen war.
Schon 1974 gab es die ersten Gastspielreisen, und die erste Langspielplatte mit Texten und Chansons  entstand. Zusätzlich zu den wöchentlichen zwei Kabarettveranstaltungen stellten sich regelmäßig dienstags Berliner Liedermacher vor, u. a. waren Jürgen von der Lippe, Reinhard Mey, Beppo Pohlmann und Gerald Mann mit von der Partie.
1982 gab das Kabarett (als erstes westliches Kabarett) Auslandsgastspiele im Korona-Podium Budapest und auf der griechischen Insel Ägina (35 km vor Athen). 1983 wurde das Café Möhring an der Gedächtniskirche zusätzliche Spielstätte für kabarettistische Collagen und das so genannte Talkfrühstück. Es gab Frühkonzerte im Rixdorfer Biergarten, regelmäßige Veranstaltungen im damaligen Tierheim Lankwitz, in der Urania, im Reinickendorfer Ernst-Reuter-Saal, im Gemeinschaftshaus Gropiusstadt, im Bürgersaal Zehlendorf, im Deutschlandhaus, im Hotel Seehof und zusätzlich eine Fülle von Betriebs-, Senioren- und Straßenfesten, Geburtstagen und Jubiläen.

## Mitwirkende
Viele Ensemblemitglieder (im Laufe von 32 Jahren etwa 140) haben Aufgaben an anderen Bühnen, bei Funk, Fernsehen oder in der Synchronarbeit übernommen, z. B.
- Jürgen von der Lippe, später Fernsehmoderator, Sänger und Schauspieler
- Charles Williams, sang später an der Metropolitan Opera in New York
- Gerald Mann, später ein vielseitiger Entertainer
- Max Raabe, später mit dem Palastorchester sehr erfolgreich
- Michael W. Hansen, späterer Gründer des Berliner Brettl
- Britta und Delf, Gesangsduo

Das ZDF drehte über die Klimperkasten-Mitbegründerinnen Ada Hecht und Leni Schulz den Film Denn sie brauchen den Applaus. RIAS Berlin sendete alle vier Programmteile.

## Organisation
Für die Koordination ist ein Teamleiter verantwortlich, es gibt keinen Arbeitgeber, jeder ist prozentual am Einspielergebnis beteiligt. Laut Künstlersozialkasse sind alle Ensemblemitglieder sogenannte Selbstvermarkter. Kritiker bescheinigen den Mitgliedern des Klimperkastens Spielfreudigkeit, Improvisationstalent und künstlerisches Können. Es wird oft in den unterschiedlichsten Besetzungen gespielt und viele Besucher wurden zu Stammgästen. Heute hat das Ensemble über 500 Titel spielfertig im Repertoire.

## Auszeichnungen
Jerry Roschak erhielt 1992 unter anderem für die Förderung des Kabarettnachwuchses das Bundesverdienstkreuz.